# Museo de la Revolución Democrática y Cultural
El Museo de la Revolución Democrática y Cultural,  también conocido  como Museo de Evo Morales  o Museo de Orinoca es un espacio fuera de funcionamiento desde 2020, ubicado en la población de Orinoca perteneciente al municipio de Santiago de Andamarca de la Provincia Sud Carangas en el Departamento de Oruro en Bolivia. El museo fue inaugurado el 2 de febrero de 2017 tras el Decreto Supremo 28807 del 21 de julio de 2006,  La construcción empezó en noviembre del mismo año, demoró 5 años y se estima que la obra costó unos 7 millones de dólares.
En el recinto se exponían objetos y pertenencias del expresidente Evo Morales al igual que réplicas de piezas museísticas con tecnología interactiva desde el periodo precolonial, la república y el Estado Plurinacional de Bolivia. A principios de 2020, luego de la dimisión de Morales, el museo fue cerrado. Se alegó como causas el «alto costo» de su mantenimiento y la poca afluencia de visitantes.

## Ubicación
El Museo de la Revolución Democrática y Cultural está ubicado a 200 km² de la ciudad de Oruro, en la comunidad de Orinoca a 3.800 metros de altura sobre el nivel del mar, de características de planicie arenosa y lugar donde nació  Evo Morales. La población donde se encuentra esta instalación no cuenta con los servicios básicos, las calles y carreteras son de tierra.Según el Instituto Nacional de Estadística - INE hasta 2012 la población contaba con 680 habitantes.

## Superficie y edificios
El Museo  fue construido en una superficie de 10.814 metros cuadrados, desarrollados en tres bloques que llevan el nombre de los tres ayllus de Orinoca:
- En el primer bloque se puede apreciar la historia de los pueblos originarios-indígenas. Este espacio se denomina Inchura, (Puma), tiene 3 pisos y un sótano y una superficie total de 2.042,85 m².
- En el segundo bloque, denominado Sullca (Llama), se encuentran los más de 13.000 regalos que recibió Evo Morales desde 2006. Con 1.896,76 m².
- El tercer bloque lleva el nombre de Collana (Quirquincho) cuenta con dos pisos y una superficie de 1.595,88 m² y reúne espacios de esparcimiento..

Además se encuentra: la administración, el mirador, templo andino, la portería y el patio ceremonia y un espacio para la venta de regalos.

## Exhibiciones

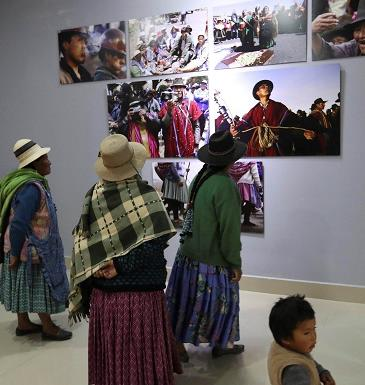
Interiores del museo.

Se exhiben alrededor de 100.000 piezas museísticas debidamente catalogadas, desde la época colonial hasta la actualidad la mayoría son réplicas. Además de miles de objetos personales de Morales, y entre ellas alrededor de 13.000 obsequios que recibió como jefe de Estado, durante sus visitas por el país y  durante viajes al exterior, una de las secciones del museo realiza exhibiciones de las camisetas de fútbol del presidente.

## Turismo
Se esperaba que el museo atrajera a los turistas y consolidar una cadena de turismo que va desde la construcción de carreteras, comercio, hospedajes, restaurantes, etc. De esta manera, se creó un circuito para favorecer el turismo de la región de Orinoca, las autoridades integraron a Orinoca a dos rutas ya establecidas. Así, la ruta se planteó como Oruro-Pampa Aullagas-Orinoca-Andamarca-Oruro y Oruro-Orinoca-Salar de Uyuni-Oruro. "Con el museo ya se tiene un producto, un enclave que atrae flujos turísticos”, afirmó el ministro Machicao.
Álvaro García Linera y  Evo Morales, justificaron la inversión en el proyecto: “Es la historia viva del pueblo boliviano”, dijo el primero en alusión a las luchas revolucionarias e independentistas de los indígenas. Mientras que el gobernador de Oruro, Víctor Hugo Vásquez, aseguró que el nuevo repositorio refleja “la síntesis histórica de la resistencia de los pueblos de América y el Caribe".

## Controversias

### Inversión
El Senador de UD por el Beni, Yerko Núñez, publicó el resultado de una petición de informe (PIE) solicitado al Ministerio de Culturas respecto al gasto mensual que significaba el funcionamiento y mantenimiento del Museo.
La ministra de Culturas Wilma Alanoca, tras la mención de Nuñez, mencionó que el Museo, no fue construido para generar lucro sino para incentivar el conocimiento de la población sobre el proceso histórico que atravesaba el país.
La afirmación también respondía a Amilkar Barral, quien afirmó que por el nivel de recaudaciones quetenía el museo, los 50 millones de bolivianos invertidos en la construcción, no se podrían recuperar.
La Ministra de Culturas sostuvo que  se habría trabajado en los primeros cuatro meses en la promoción ligada a varios circuitos turísticos que beneficia al departamento de Oruro, Agregó que se había proyectado otorgar un presupuesto de 91.000 bolivianos, pero en la práctica se asignaban 31.000 por mes para gastos de funcionamiento.